# Hibana longipalpa
Hibana longipalpa là một loài nhện trong họ Anyphaenidae.
Loài này thuộc chi Hibana. Hibana longipalpa được Elizabeth Bangs Bryant miêu tả năm 1931.